# Suikoden
Suikoden (幻想水滸伝 Gensō Suikoden?) es una serie de RPGs, creada e iniciada por Konami en el año 1995, que se basa libremente en la novela clásica china Bandidos del pantano.
Suikoden nos sitúa en un mundo de fantasía con una geografía e historia propias. Cada una de las entregas nos sitúa en un lugar geográfico y una fecha distinta y nos relata una de las historias acaecidas en este mundo. Esa historia está siempre relacionada con una guerra y una de las 27 Runas verdaderas. 
La saga principal son juegos RPGS clásicos con combates por turnos (5 entregas hasta la fecha), pero además existen varios spin-off de distintos géneros.